# Ius honorarium
Il ius honorarium è il sistema di norme che nel periodo successivo al 367 a.C. venne introdotto dai magistrati romani (principalmente dal praetor) al fine di colmare le lacune dell'ormai obsoleto ius civile, sempre più inadeguato a regolare la crescente società di Roma in un periodo di grande espansione geografica, militare ed economica. L'attributo honorarium trae origine dall'honor di cui erano forniti i magistrati romani, come ci confermano gli stessi giuristi romani. Il ius honorarium è da non confondersi con il Ius Honorum, con il quale s'intende quella porzione di capacità giuridica di diritto pubblico, per un liber civis a venir eletto Magistrato; ad esempio le donne ne erano completamente sprovviste.

## Genesi ed evoluzione delloius honorarium
Processo di norme create di volta in volta dal pretore, per regolare casi concreti non direttamente disciplinati dallo ius civile, attraverso una procedura snella e priva, per quanto possibile, di formalismi. Oltre a supplire le lacune dello ius civile, lo ius honorarium, talvolta, vi apportava correttivi, onde impedire la rigida applicazione di norme ritenute non più accettabili in un mutato panorama storico politico.
In quanto esteso tanto ai cittadini romani quanto agli stranieri (peregrini), esso ha un contenuto simile, sia pure non coincidente, con il cd. ius gentium, così come - in quanto ispirato alla naturalis ratio - con il cd. ius naturale.
Nei casi in cui lo ius honorarium si contrapponeva allo ius civile, questo non era formalmente abrogato, non avendone il magistrato il potere, ma solo reso inoperante: in pratica il dualismo, si componeva con la prevalenza dello ius honorarium, poiché il magistrato rendeva lo ius civile inattivo nel caso concreto.
La nascita del diritto onorario può collocarsi nel periodo successivo al 367 a.C. data di creazione della figura del praetor urbanus, un magistrato dotato del potere di imperium e di iurisdictio (da iuris dicere, dirimere controversie), che all'inizio di ogni anno, al momento di entrare in carica, soleva emanare un edictum nel quale esponeva ai cives romani il suo programma, ed in particolare le regole in base alle quali avrebbe amministrato la giustizia.
Essendo dotato di imperium, il pretore urbano, pur non potendo modificare lo ius civile, considerato immutabile nella tipica mentalità dei romani, poteva apportarvi delle deroghe per casi eccezionali nei quali l'applicazione sic et simpliciter dello ius civile avrebbe comportato giudizi iniqui.
Parimenti, il pretore urbano poteva anche sopperire a quei casi, creati dalla continua evoluzione della società romana, che non erano stati previsti dal ius civile, e che purtuttavia abbisognavano di una efficace tutela.
Il giurista romano Papiniano sintetizza felicemente queste esigenze in un brano conservatoci dal Digesto:
(D.1.1.7.1 Papinianus libro secundo definitionum)
Sebbene gli editti dei pretori rivestirono un ruolo assai importante nella produzione dello ius honorarium, essi però non furono i soli editti emanati da magistrati capaci di generare questo tipo di ius. La potestà di ius edicendi, di emanare cioè editti, apparteneva anche ai presidi che governavano le province ed agli edili curuli. Il giurista romano Gaio lo ricorda in un brano delle sue Istituzioni:
(G.1.6)

## La codificazione dell'editto
Con il passare degli anni, avvenne sempre più di frequente che il nuovo Praetor si richiamasse all'edictum del predecessore anziché creare nuove regole e nuovi programmi di amministrazione della giustizia. Sul finire del I secolo d.C. l'editto pretorio finì così per perdere la sua funzione propulsiva del diritto romano. Ogni anno i magistrati riproducevano le medesime regole giuridiche e i principî che si erano andati consolidando nella prassi degli anni precedenti. Ma fu solo con l'imperatore Adriano che la possibilità per i pretori di introdurre modifiche all'Editto fu interrotta legislativamente. Da quanto risulta dalla costituzione imperiale Tanta emanata da Giustiniano, l'imperatore Adriano diede incarico al giureconsulto Salvio Giuliano di codificare e riordinare il testo dell'Edictum ormai divenuto perpetuum.